# Kakabalu, Chitradurga
Kakabalu là một làng thuộc tehsil Chitradurga, huyện Chitradurga, bang Karnataka, Ấn Độ.